# Astley (Warwickshire)
Pour les articles homonymes, voir Astley.
Astley est un village et une paroisse civile du Warwickshire, en Angleterre.
Situé à une trentaine de kilomètres à l'est de Birmingham, Astley relève administrativement du district du North Warwickshire. Il abrite notamment une église classée et un château (en). La paroisse civile d'Astley comptait 218 habitants au recensement de 2011.

## Toponymie
Astley est un toponyme d'origine vieil-anglaise. Il désigne une clairière (lēah) située à l'Est (ēast). Il est attesté pour la première fois dans le Domesday Book, compilé en 1086, sous la forme Estleia.

## Géographie
Astley est un village du Warwickshire, un comté des Midlands de l'Ouest. Il se situe dans le nord de ce comté, à 7 km au sud-ouest de Nuneaton et à 7 km au nord-ouest de Bedworth.
Au Moyen Âge, Astley relève du hundred de Knightlow (en). Après l'abandon du système des hundreds, il est rattaché au district rural de Nuneaton de 1894 à 1932, puis au district rural de Meriden (en) de 1932 à 1974, et enfin au district non métropolitain du North Warwickshire depuis 1974.
Pour les élections à la Chambre des communes, Arley appartient à la circonscription de North Warwickshire.

## Histoire
En 1086, le manoir d'Astley est la propriété du baron anglo-normand Robert de Meulan. Le village compte alors 8 habitants et sa valeur annuelle est estimée à 1 livre. Il passe ensuite à son frère, Henri de Beaumont, et se transmet dès lors parmi les comtes de Warwick. La tenure du manoir est accordée à la famille d'Estleye ou d'Astley, dont l'un des représentants, Thomas d'Estleye, est tué à la bataille d'Evesham en 1265.
À la mort de William Astley, en 1420, la lignée masculine s'éteint. Par le mariage de sa fille Jeanne avec Reginald Grey, la tenure du manoir passe aux barons Grey de Ruthin (en). La famille Grey le conserve jusqu'au milieu du XVIe siècle. En 1554, le duc de Suffolk Henry Grey, père de la « reine de neuf jours » Jeanne Grey, est condamné pour haute trahison et dépouillé de tous ses biens et titres avant d'être exécuté.
Le manoir d'Astley est accordé par lettres patentes en 1557 à Edward Chamberlain (en). Il se transmet dans la famille Chamberlain durant la majeure partie du XVIIe siècle, jusqu'à son acquisition par le baronnet Richard Newdigate (en) d'Arbury Hall. Si le titre de baronnet s'éteint en 1806, les domaines continuent à se transmettre dans une branche cadette de la famille Newdigate par la suite, dont l'un des représentants est le gouverneur Francis Newdegate (1862-1936).

## Démographie
Au recensement de 2011, la paroisse civile d'Astley comptait 218 habitants.
| Année | Population |
| ----- | ---------- |
| 1801  | 251        |
| 1811  | 288        |
| 1821  | 293        |
| 1831  | 340        |
| 1841  | 371        |
| 1851  | 347        |
| 1881  | 244        |
| 1891  | 275        |
| 1901  | 293        |
| 1911  | 377        |
| 1921  | 448        |
| 1931  | 533        |
| 1951  | 239        |
| 1961  | 210        |
| 2011  | 218        |

## Culture locale et patrimoine
L'église paroissiale d'Astley est dédiée à la Vierge Marie. Sa nef remonte à 1343, lorsque le seigneur Thomas Astley entreprend la construction d'une église collégiale. Le chancel et la tour ont été construites en 1608 sous les ordres de Richard Chamberlain. L'intérieur présente de nombreuses fresques du XVIIe siècle. Cette église constitue un monument classé de grade I depuis 1961.
Le château d'Astley (en) se dresse juste au nord-est de l'église. Il ne s'agit pas à proprement parler d'un château, mais plutôt d'un manoir fortifié et entouré d'une douve. Le tenancier Warin de Bassingburn reçoit en 1266 le droit de fortifier sa demeure d'Astley, mais les plus anciennes traces de bâti ne remontent qu'au XIVe siècle. Il est ensuite constammment retravaillé par ses propriétaires successifs. Le site est protégé en tant que monument classé de grade II* depuis 1952 et scheduled monument depuis 1994. Ravagé par un incendie en 1978, le château est rénové au début du XXIe siècle par le cabinet d'architectes Witherford Watson Mann Architects sous l'égide du Landmark Trust. Cette rénovation est récompensée par le prix Stirling en 2013.
Dans les champs au sud-ouest du village se dresse un monument en grès en mémoire du duc de Suffolk. Érigé à la fin du XIXe siècle, il marque l'emplacement d'un chêne creux dans lequel il se serait caché pour échapper à ses poursuivants.

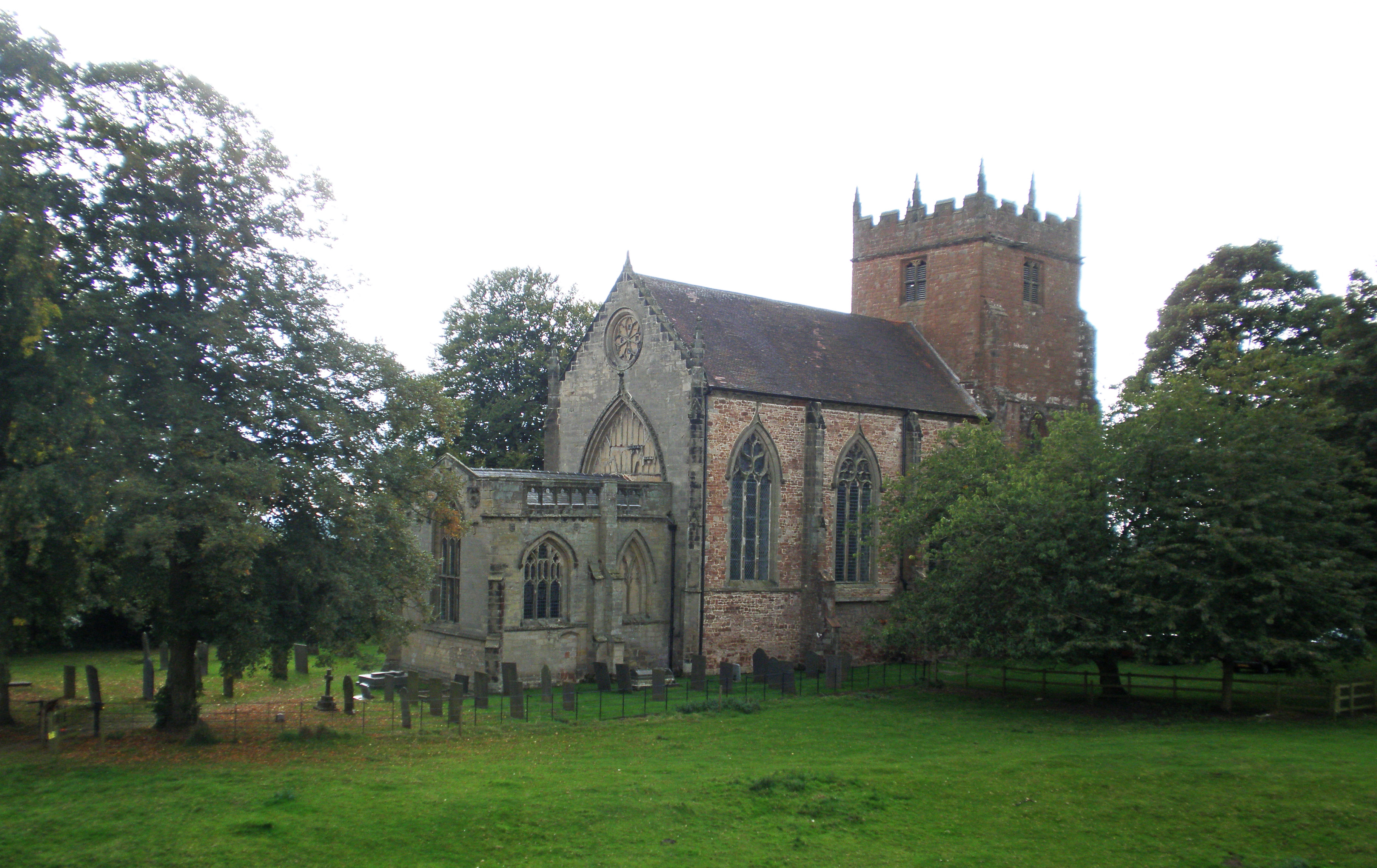
L'église paroissiale.
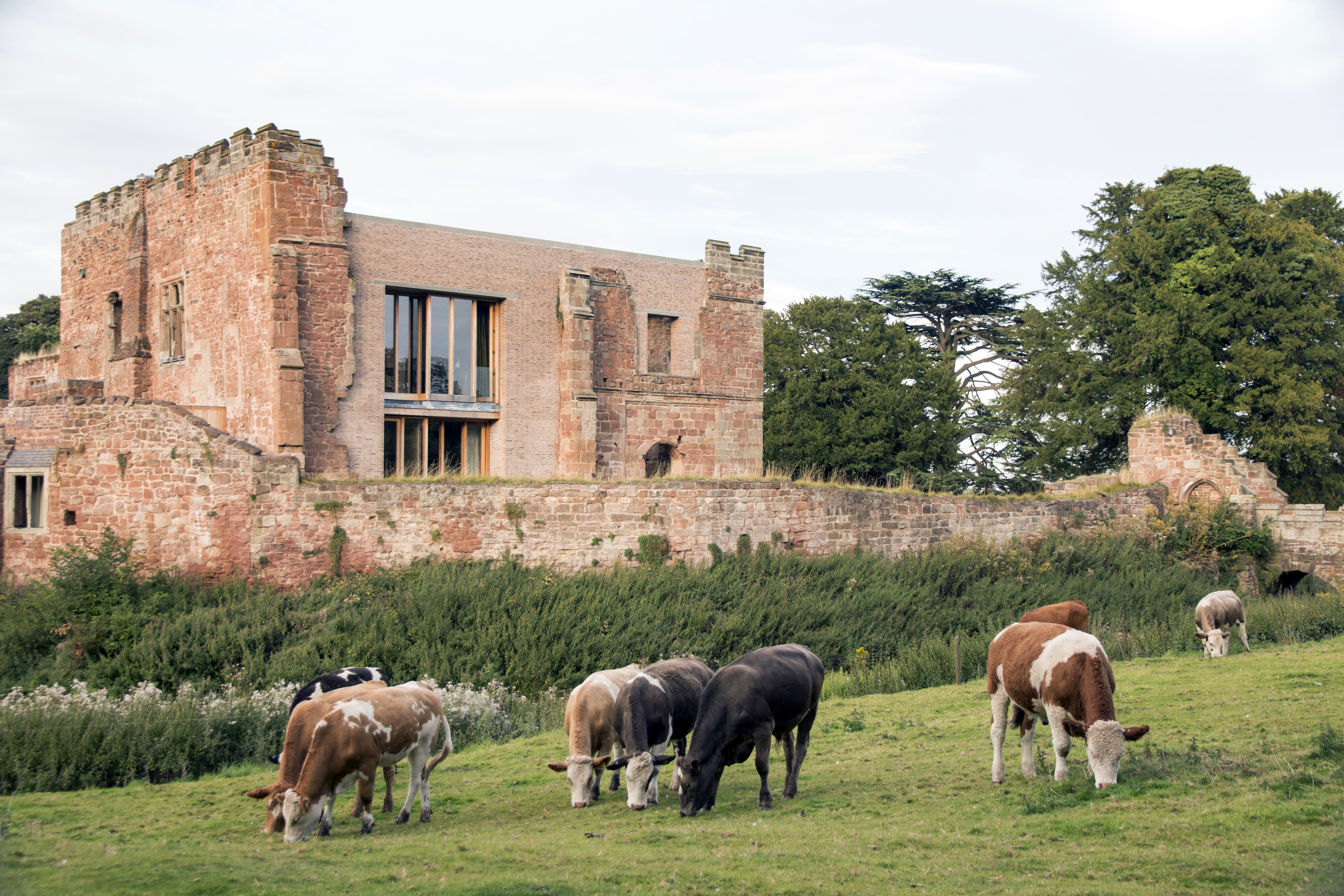
Le château d'Astley en 2014
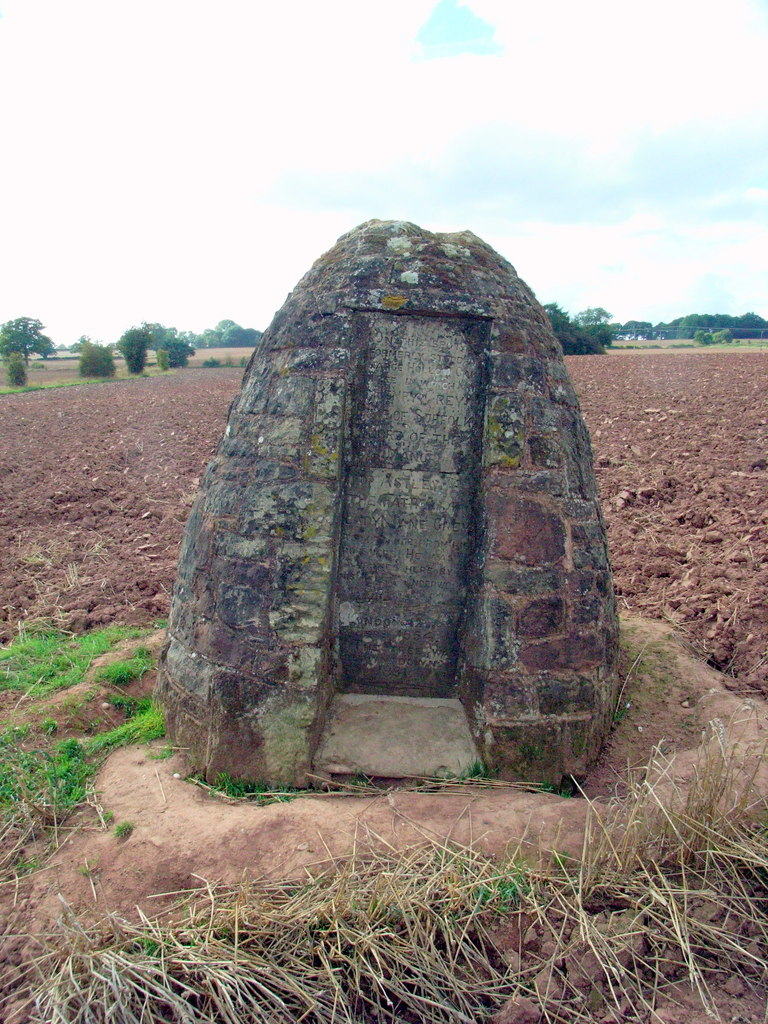
Le monument à Henry Grey.